# Casa di Fiammetta

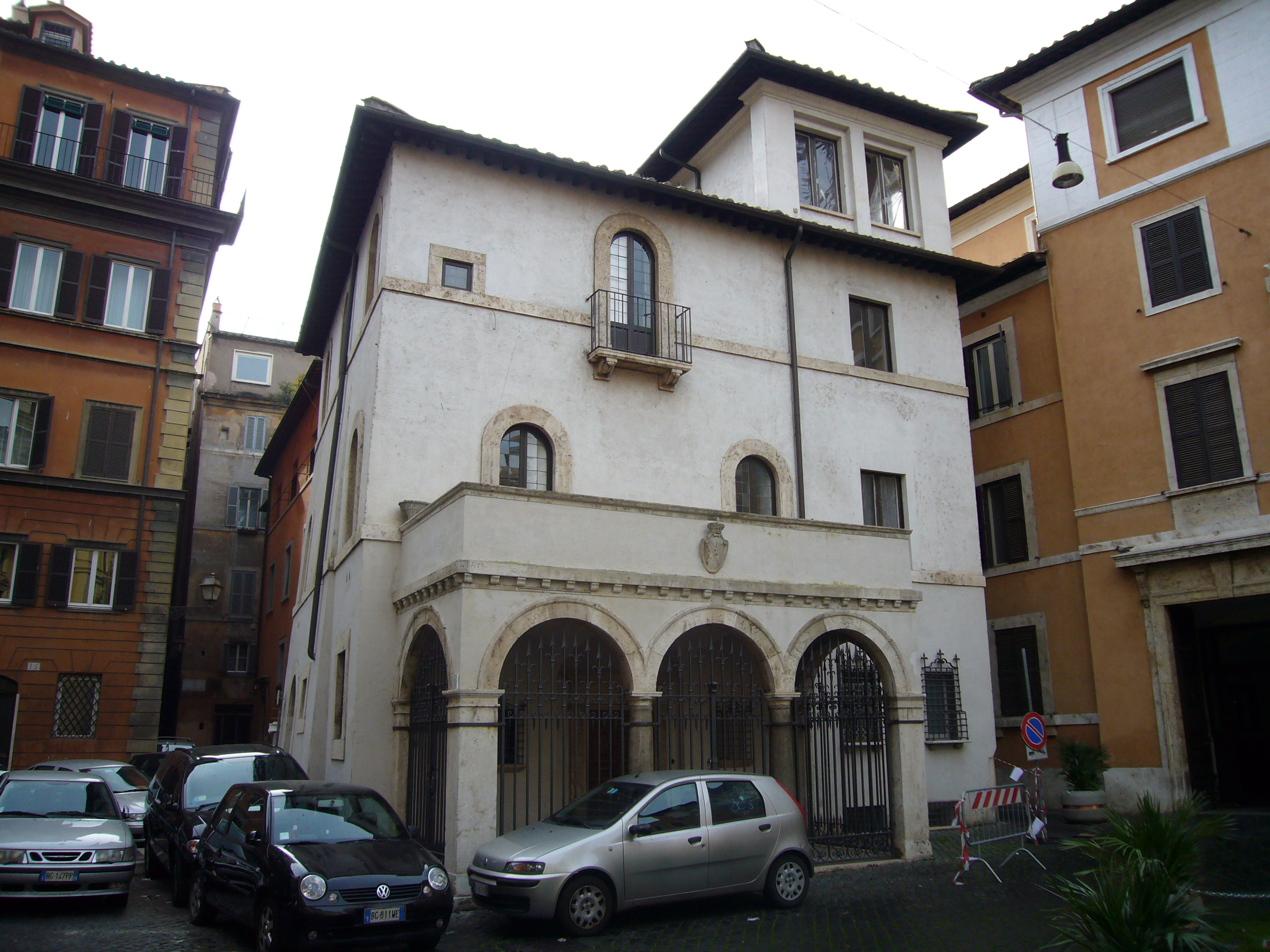
Vista do palácio.

Casa di Fiammetta é um palacete renascentista localizado na Piazza Fiammetta, no rione Ponte de Roma, no cruzamento da praça com a Via della Maschera d'Oro com a Via degli Acquasparta.

## História
O edifício conhecido como Casa di Fiammetta pertencia à famosa cortesã florentina Fiammeta Michaelis, que, depois de chegar em Roma aos treze anos juntamente com a mãe, também prostituta, se envolveu antes de 1478 na profissão, tornando-se rapidamente a preferida do cardeal humanista Giacomo Ammannati Piccolomini. Com a morte dele, em 1479, Fiammetta herdou todos os seus bens, o que despertou muita desconfiança, apesar de o evento ter ocorrido numa época particularmente licenciosa. O furor provocou uma intervenção do papa Sisto IV, que bloqueou o testamento e nomeou uma comissão para resolver a delicada questão: foi assim que "la damigella di singolare beltà" ("a senhorita de beleza singular"), como a própria comissão a chamou, recebeu sua herança não por ter oferecido seus serviços ao cardeal, mas "pelo amor de Deus e prover-lhe um dote". Fiammetta desta forma passou a ser proprietária de quatro propriedades imobiliárias: uma vinha com uma pequena casa perto da Porta Viridária (conhecida também com Porta San Pellegrino), uma casa com uma torre no hoje inexistente Vicolo della Palma (demolida em 1925 para permitir a construção da escola elementar "Alberto Cadlolo", entre a Via del Mastro e aVia della Rondinella), uma casa, ainda existente, na Via dei Coronari, 157, e, finalmente, a casa ainda hoje conhecida como Casa di Fiammetta.

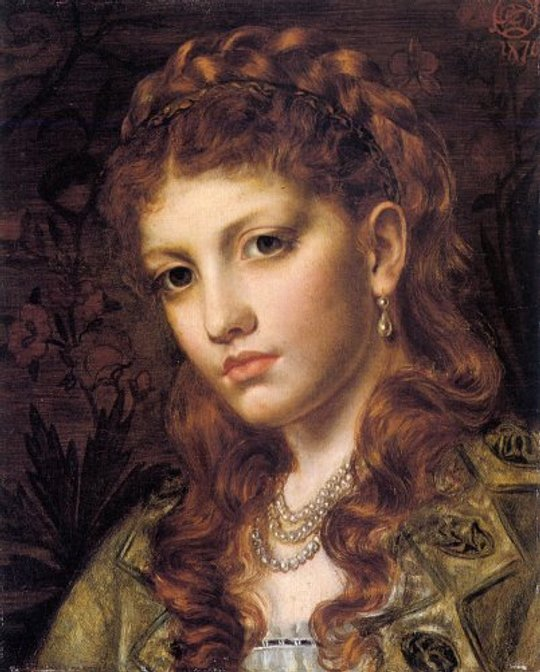
A bela Fiammetta Michaelis
1876. Por Emma Sandys.

Apesar de não haver certeza de que Fiammetta tenha em algum momento vivido no local — é mais provável que ela tenha sido alugada para obtenção de renda — o topônimo "Piazza di Fiammetta" já constava no mapa de Roma de Giovanni Maggi (1625). Entre os amantes de Fiammetta estava provavelmente também Cesare Borgia, filho do papa Alexandre VI com sua preferida, Vannozza Cattanei, dito Il Valentino depois de ter sido nomeado pelo rei da França Luís XII "duque de Valentinois", como se pode deduzir de seu testamento entregue a um notário em 19 de fevereiro de 1512 (data de sua morte). Este documento faz referência a "Fiammetta del Duca di Valentino" e deixa como herança ao "irmão" dela, Andrea, na verdaed um filho dos dois, a Casa di Fiammetta, a outra na Via dei Coronari e a vinha. Fiammetta foi sepultada não muito distante da casa, na igreja de Sant'Agostino, na qual, em 1586, ela havia patrocinado a construção da primeira capela à esquerda. Na Roma renascentista, as prostitutas se dividiam em várias categorias, das mais pobres que ganhavam a vida na rua até as de bom nível cultural que frequentavam as rodas sociais mais ricas da cidade, capazes de recitar poesias de memória e de participar de discussões. Claramente Fiammetta pertencia a esta última.
Depois de várias mudanças de mãos, no final do século XIX a casa passou para a família Bennicelli, que, no começo do século seguinte, contratou uma ampla reforma: foi nesta ocasião que na fachada foi afixado o brasão dos Bennicelli, ainda hoje visível sobre o pórtico.

## Descrição
A casa, do século XV, foi construída com tijolos e se apresenta em dois andares com um belvedere e um característico pórtico com dois arco de frente para a Via degli Acquasparta sustentandos por colunas e pilastras.